# Алексієвка (Міякинський район)
Алексі́євка (рос. Алексеевка, башк. Алексеевка) — присілок у складі Міякинського району Башкортостану, Росія. Входить до складу Кожай-Семеновської сільської ради.
Населення — 44 особи (2010; 35 в 2002).
Національний склад:
- чуваші — 100%